# جيف شابمان
جيف شابمان (بالإنجليزية: Jeff Chapman)‏ هو سياسي أمريكي، ولد في 14 يوليو 1959 في برونزويك في الولايات المتحدة. حزبياً، نشط في الحزب الجمهوري. وقد انتخب عضو مجلس نواب جورجيا. توفي عام 2017

## وصلات خارجية
- الموقع الرسمي